# Santiago de Challas
Santiago de Challas es una localidad peruana capital del Distrito de Santiago de Challas de la Provincia de Pataz en el Departamento de La Libertad. Se ubica aproximadamente a unos 350 kilómetros al sureste de la ciudad de Trujillo.